# Waldhof (Hütting)
Waldhof ist ein abgegangener Hof, der zu Hütting im Wellheimer Trockental (Naturpark Altmühltal) gehörte.

## Lage
Der Hof lag auf halbem Wege zwischen dem Forsthaus Giglberg (nördlich von Hütting im Wellheimer Trockental) und Gammersfeld nördlich der verbindenden Forststraße.

## Geschichte
1800 mitten im Wald errichtet, wurde der Hof 1852 von Graf Aloys von Arco-Stepperg aufgekauft und bald danach aufgegeben. 1864 standen noch Gebäude. Danach verfiel der Hof und seine Felder wurden wieder aufgeforstet. Um 1980 war noch der gemauerte, über 6 Meter tiefe Hofbrunnen vorhanden.
In der Nähe befindet sich das sogenannte Zigeunerloch, eine Felswand mit
großen verstürzten und bemoosten Steinblöcken des Malm.